# Wrightia karaketii
Wrightia karaketii är en oleanderväxtart som beskrevs av D.J.Middleton. Wrightia karaketii ingår i släktet Wrightia och familjen oleanderväxter. Inga underarter finns listade i Catalogue of Life.